# Václav Baďouček
Václav Baďouček (* 9. února 1962 Plzeň) je bývalý český hokejový trenér a obránce, který nastupoval v československé a české nejvyšší soutěži, a také v nižších soutěžích v Česku, Itálii a Německu. V současnosti působí jako sportovní manažer pardubického "B" týmu.

## Kariéra

### Reprezentační kariéra
Na velké mezinárodní akci se představil poprvé v roce 1980, kdy na mistrovství Evropy do 18 let v Československu, kde spolu s týmem vybojoval stříbrnou medaili. O rok později se zúčastnil mistrovství světa juniorů a svoji reprezentační kariéru zakončil stříbrem na MSJ 1982.

### Hráčská kariéra
V nejvyšší soutěži debutoval na podzim 1979 v 17 letech za TJ Plzeň proti Trenčínu. V roce 1981 narukoval na vojnu do Písku, kde hrál za Duklu Jihlava "B". V roce 1983 se vrátil zpět do Plzně, kde hrál až do roku 1991. Za Plzeň nastoupil v ČSHL ke 343 utkáním, ve kterých vstřelil 46 branek, ke kterým přidal 70 asistencí.
Před sezónou 1991/92 přestoupil do Zlína, kde strávil 2 ročníky. Před sezónou 1993/94 se poprvé vydal za hranice, kdy v italském Bolzanu hrál nižší soutěž za EV Bozen 84. Po sezóně se vrátil do Čech, kde hned v první sezóně pomohl Slavii Karlovy Vary postoupit z II. do I. ligy. Karlovy Vary opustil po sezóně 1995/96, kdy posílil Sokolov. V ročníku 1996/97, kdy hrál primárně za Sokolov, se kterým v tomto roce sestoupil do II. ligy, nastoupil také ke svému jedinému extraligovému startu za HC Plzeň.
Ze sestoupivšího Sokolova se stěhoval do druholigového Šumperku, ve kterém ale odehrál pouze půl sezóny a poté zahájil své druhé zahraniční angažmá, když zamířil do Selbu. V této sezóně jeho tým sestoupil do 3. nejvyšší německé soutěže, ve které Baďouček následující sezónu odehrál.
Po roce a půl v Německu se Baďouček vrátil do Čech, aby zde odehrál svoji poslední sezónu ve své hráčské kariéře. Tu rozdělil mezi TJ Mladá Boleslav a HC Příbram.

### Trenérská kariéra
Po ukončení hráčské kariéry zahájil Baďouček kariéru trenéra. Z pozice hlavního trenéra vedl Příbram, Karlovy Vary, Most, Vrchlabí, Plzeň, Znojmo a nyní Pardubice.
Trenérskou kariéru zahájil v sezóně 2000/01 jako asistent trenéra v Příbrami, která byla jeho posledním klubem v pozici hráče. O rok později již byl hlavním trenérem tohoto mužstva. V roce 2003 se přesunul do Písku.
Na lavičku extraligového klubu se poprvé postavil v sezóně 2004/05, kdy od poloviny prosince 2004 asistoval Radimu Rulíkovi v Karlových Varech. V sezóně 2007/08 byl součástí trenérského štábu Zdeňka Venery, který dovedl Karlovy Vary až do finále extraligy, ve kterém jeho tým podlehl Slavii 3:4 na zápasy.
Po 4 letech na západě Čech se přesunul do Znojma, odkud se však hned po sezóně 2008/09 stěhoval spolu s extraligovou licencí do Brna. V Brně však strávil pouze 21 zápasů a 31. října 2009 na vlastní žádost ukončil své působení v klubu. V listopadu téže roku se vrátil do Karlových Varů jako asistent Pavla Hynka.
Z pozice hlavního trenéra vedl extraligový klub poprvé v lednu 2011, kdy v Karlových Varech nahradil odvolaného Antonína Stavjaňu.
Na konci prosince 2011 byl však odvolán a v lednu 2012 zamířil do prvoligového Mostu. Ze severu Čech se před sezónou 2015/16 přesunul do Pardubic, kde byl ale již v říjnu 2015 na pozici asistenta nahrazen Markem Zadinou. Z Pardubic následně vedly jeho kroky k mládežnickým výběrům Karlových Varů.
Ze západu Čech se před sezónou 2018/19 přesunul do Vrchlabí. S klubem se mu v ročníku 2019/20 poznamenaném covidem podařilo postoupit do první ligy. Před sezónou 2021/22 se poprvé stal trenérem jeho rodné Plzně. Z Plzně se stěhoval do Chrudimi, kde se v listopadu 2022 stal trenérem pardubického "B" týmu. V sezóně 2023/24 se vrátil do Znojma.
Po konci angažmá ve Znojmě byl v květnu 2024 jmenován sportovním manažerem pardubického "B" týmu. V říjnu se však po rezignaci Marka Zadiny přesunul na lavičku pardubického "A" týmu, Post hlavního trenéra opustil v polovině ledna 2025, kdy byl hlavním trenérem mužstva jmenován Miloslav Hořava. Ve strukturách pardubického klubu však působí dodnes, jelikož opět na plný úvazek vykonává funkci sportovního manažera Dynama "B".

## Přehled angažmá a statistiky

### Reprezentační statistiky
| Rok  | Tým               | Soutěž | Z | G | A | B | TM |
| ---- | ----------------- | ------ | - | - | - | - | -- |
| 1980 | Československo 18 | ME 18  | 5 | 1 | 2 | 3 | 14 |
| 1981 | Československo 20 | MSJ    | 5 | 0 | 1 | 1 | 2  |
| 1982 | Československo 20 | MSJ    | 7 | 1 | 2 | 3 | 8  |

### Klubové statistiky
| Sezóna        | Klub                      | Soutěž        |     | Základní část | Základní část | Základní část | Základní část | Základní část |    | Play off | Play off | Play off | Play off | Play off |
| Sezóna        | Klub                      | Soutěž        | Z   | G             | A             | B             | TM            | Z             | G  | A        | B        | TM       |          |          |
| 1979–80       | TJ Plzeň                  | ČSHL          | 2   | 0             | 0             | 0             | 2             | —             | —  | —        | —        | —        |          |          |
| 1980–81       | TJ Plzeň                  | ČSHL          | 37  | 1             | 5             | 6             | 28            | —             | —  | —        | —        | —        |          |          |
| 1981–82       | ASD Dukla Jihlava "B"     |               | —   | —             | —             | —             | —             | —             | —  | —        | —        | —        |          |          |
| 1981–82       | ASD Dukla Jihlava "B"     |               | —   | —             | —             | —             | —             | —             | —  | —        | —        | —        |          |          |
| 1983–84       | TJ Plzeň                  | ČSHL          | 42  | 4             | 7             | 11            | 40            | —             | —  | —        | —        | —        |          |          |
| 1984–85       | TJ Plzeň                  | ČSHL          | 44  | 6             | 7             | 13            | 42            | —             | —  | —        | —        | —        |          |          |
| 1985–86       | TJ Plzeň                  | ČSHL          | 37  | 6             | 8             | 14            |               | —             | —  | —        | —        | —        |          |          |
| 1986–87       | TJ Plzeň                  | ČSHL          | 34  | 5             | 7             | 12            | 50            | —             | —  | —        | —        | —        |          |          |
| 1987–88       | TJ Plzeň                  | ČSHL          | 34  | 5             | 7             | 12            |               | —             | —  | —        | —        | —        |          |          |
| 1988–89       | TJ Plzeň                  | ČSHL          | 28  | 9             | 11            | 20            | 44            | 10            | 0  | 2        | 2        |          |          |          |
| 1989–90       | TJ Plzeň                  | ČSHL          | 35  | 1             | 10            | 11            |               | —             | —  | —        | —        | —        |          |          |
| 1990–91       | TJ Plzeň                  | ČSHL          | 50  | 9             | 8             | 17            | 73            | —             | —  | —        | —        | —        |          |          |
| 1991–92       | AC Zlín                   | ČSHL          | 13  | 1             | 1             | 2             |               | 4             | 0  | 1        | 1        |          |          |          |
| 1992–93       | AC Zlín                   | ČSHL          | 23  | 0             | 2             | 2             |               | 2             | 0  | 1        | 1        |          |          |          |
| 1993–94       | EV Bozen 84               | 2. It. HL     | —   | —             | —             | —             |               | —             | —  | —        | —        | —        |          |          |
| 1994–95       | HC Slavia Karlovy Vary    | 2. ČHL        | —   | —             | —             | —             |               | —             | —  | —        | —        | —        |          |          |
| 1995–96       | HC Slavia Karlovy Vary    | 1. ČHL        | 38  | 3             | 5             | 8             |               | —             | —  | —        | —        | —        |          |          |
| 1996–97       | HC Plzeň                  | ČHL           | 1   | 0             | 0             | 0             | 2             | —             | —  | —        | —        | —        |          |          |
| 1996–97       | HC Baník Sokolov          | 1. ČHL        | 35  | 6             | 7             | 13            |               | —             | —  | —        | —        | —        |          |          |
| 1997–98       | HC Papíroví Draci Šumperk | 2. ČHL        | 17  | 6             | 4             | 10            |               | —             | —  | —        | —        | —        |          |          |
| 1997–98       | ERC Selb                  | 2. Něm. HL    | 29  | 1             | 7             | 8             | 47            | —             | —  | —        | —        | —        |          |          |
| 1998–99       | ERC Selb                  | 3. Něm. HL    | 41  | 5             | 18            | 23            | 40            | 12            | 2  | 10       | 12       | 12       |          |          |
| 1999–00       | TJ Mladá Boleslav         | 2. ČHL        | 13  | 0             | 1             | 1             | 20            | —             | —  | —        | —        | —        |          |          |
| 1999–00       | HC Příbram                | 2. ČHL        | 15  | 1             | 3             | 4             | 28            | —             | —  | —        | —        | —        |          |          |
| Celkem v ČSHL | Celkem v ČSHL             | Celkem v ČSHL | 379 | 47            | 73            | 120           | 879           | 64            | 10 | 14       | 24       | 44       |          |          |
| Celkem v ČHL  | Celkem v ČHL              | Celkem v ČHL  | 1   | 0             | 0             | 0             | 2             | —             | —  | —        | —        | —        |          |          |

### Trenérská kariéra
- 2000/01 HC Příbram (asistent trenéra)
- 2001/02 HC Příbram
- 2002/03 Netrénoval
- 2003/04 IHC Písek (asistent trenéra)
- 2004/05 HC Energie Karlovy Vary (asistent trenéra)
- 2005/06 HC Energie Karlovy Vary (asistent trenéra)
- 2006/07 HC Energie Karlovy Vary (asistent trenéra)
- 2007/08 HC Energie Karlovy Vary (asistent trenéra)
- 2008/09 HC Znojemští Orli (asistent trenéra)
- 2009/10 HC Kometa Brno (asistent trenéra), HC Energie Karlovy Vary (asistent trenéra)
- 2010/11 HC Energie Karlovy Vary (asistent trenéra, od 25. ledna 2011 hlavní trenér)
- 2011/12 HC Energie Karlovy Vary, HC Most
- 2012/13 HC Most
- 2013/14 Netrénoval
- 2014/15 HC Most
- 2015/16 HC Dynamo Pardubice (asistent trenéra)
- 2016/17 HC Energie Karlovy Vary U16 (asistent trenéra), HC Energie Karlovy Vary U20 (asistent trenéra)
- 2017/18 HC Energie Karlovy Vary U16 (asistent trenéra), HC Energie Karlovy Vary U20 (asistent trenéra)
- 2018/19 HC Stadion Vrchlabí
- 2019/20 HC Stadion Vrchlabí
- 2020/21 HC Stadion Vrchlabí
- 2021/22 HC Škoda Plzeň
- 2022/23 HC Škoda Plzeň, HC Dynamo Pardubice "B"
- 2023/24 HC LERAM Orli Znojmo
- 2024/25 HC Dynamo Pardubice